# Лобырин, Николай Федотович
Никола́й Федо́тович Лобы́рин (20 декабря 1920, Варшавка, Верхнеуральский уезд — 27 июля 1973, Челябинск) — капитан Советской Армии, участник Великой Отечественной войны, Герой Советского Союза (1943).

## Биография
Николай Лобырин родился 20 декабря 1920 года в селе Неплюевка Полтавского района (ныне — Карталинский район Челябинской области). Затем семья переехала в деревню Варшавка (во многих источниках ошибочно значится его местом рождения). Среднюю школу Николай окончил в селе Полтавка (ныне — город Карталы), после чего прошёл годичные курсы финансовых работников в кооперативном училище города Шадринска и получил специальность бухгалтера. С 1938 года работал главным бухгалтером районного магазина в Полтавке. В 1940 году был призван на службу в Рабоче-крестьянскую Красную Армию. С апреля 1942 года — на фронтах Великой Отечественной войны. К октябрю 1943 года гвардии старший лейтенант Николай Лобырин командовал ротой 30-го гвардейского воздушно-десантного полка 10-й гвардейской воздушно-десантной дивизии 37-й армии 2-го Украинского фронта. Отличился во время битвы за Днепр.
В ночь с 30 сентября на 1 октября 1943 года рота Лобырина переправилась через Днепр в районе села Мишурин Рог Верхнеднепровского района Днепропетровской области Украинской ССР и приняла активное участие в боях за захват и удержание плацдарма на его западном берегу. 2-3 октября 1943 года рота, закрепившись на высоте 122,2, отразила 6 немецких контратак. В тех боях Лобырин лично уничтожил 3 немецких танка.
Указом Президиума Верховного Совета СССР от 20 декабря 1943 года за «образцовое выполнение боевых заданий командования на фронте борьбы с немецкими захватчиками и проявленные при этом мужество и героизм» гвардии старший лейтенант Николай Лобырин был удостоен высокого звания Героя Советского Союза с вручением ордена Ленина и медали «Золотая Звезда» за номером 2659.
После окончания войны Лобырин продолжил службу в Советской Армии. В 1945 году он окончил курсы «Выстрел». В декабре 1951 года в звании капитана Лобырин был уволен в запас. Проживал в Челябинске, работал заместителем директора местной гидрометобсерватории. Умер 27 июля 1973 года, похоронен на Успенском кладбище Челябинска.

## Награды
- орден Отечественной войны 1-й степени (28.7.1943)[2]
- Герой Советского Союза (орден Ленина и медаль «Золотая Звезда» № 2659; 20.12.1943)[3]
- медали[1].

## Память

Мемориальная доска на доме, где жил Герой, в Челябинске

В Челябинске на фасаде дома, в котором с 1966 по 1973 годы жил Герой, в память о нём установлена мемориальная доска.